# 1996 RZ30
1996 RZ30 är en trojansk asteroid i Jupiters lagrangepunkt L4. Den upptäcktes 13 september 1996 av Uppsala-DLR Trojan Survey vid La Silla-observatoriet.
Asteroiden har en diameter på ungefär 17 kilometer.